# Эррера, Эдуардо
Эдуардо Эррера Агирре (исп. Eduardo Herrera Aguirre; род. 25 июля 1988 года в Мехико, Мексика) — мексиканский футболист, нападающий. Игрок клуба «Некакса» и сборной Мексики.

## Клубная карьера
Эррера — воспитанник клуба УНАМ Пумас. 24 июля 2011 года в матче против «Сан-Луис» он дебютировал в Лиге MX. 4 августа в поединке против «Монтеррей» Эррера забил свой первый гол за «пум».
Летом 2013 года Эдуардо перешёл в «Сантос Лагуна» на правах аренды. 24 июля в матче против «Крус Асуль» он дебютировал за новый клуб. 22 сентября в поединке против «Пачуки» Эррера забил свой первый гол за «Сантос».
В начале 2017 года Эдуардо вновь был отдан в аренду, его новым клубом стал «Веракрус». 7 января в матче против «Керетаро» он дебютировал за новый клуб. 16 января в поединке против своего бывшего клуба «Сантос Лагуна» Эррера забил свой первый гол за «Веракрус».
22 июня 2017 года Эдуардо подписал контракт с шотландским «Рейнджерс». 6 августа в матче против «Мотеруэлла» он дебютировал в шотландской Премьер-лиге. 28 августа в поединке против «Росс Каунти» Эррера забил свой первый гол за «Рейнджерс».
16 июля 2018 года перешёл в «Сантос Лагуна» на правах аренды до конца сезона 2018.
8 января 2019 года перешёл в «Некаксу» на правах аренды до 30 июня 2019 года.

## Международная карьера
29 марта 2015 года в товарищеском матче против сборной Эквадора Эррера дебютировал за сборную Мексики, заменив Хавьера Эрнандеса в конце второго тайма. 31 марта в поединке против сборной Парагвая он забил свой первый гол за национальную команду.
Летом 2015 года Эдуардо попал в заявку на участие Кубке Америки в Чили. На турнире он сыграл в матчах против сборных Боливии и Эквадора.

### Голы за сборную Мексики
| #  | Дата          | Место                                           | Противник | Счёт | Результат | Соревнование      |
| -- | ------------- | ----------------------------------------------- | --------- | ---- | --------- | ----------------- |
| 1. | 31 марта 2015 | Арроунед стедиум, Канзас-Сити, США              | Парагвай  | 1:0  | 1:0       | Товарищеский матч |
| 2. | 30 мая 2015   | Виктор Мануэль Рейна, Тустла-Гутьеррес, Мексика | Гватемала | 1:0  | 3:0       | Товарищеский матч |
| 3. | 30 мая 2015   | Виктор Мануэль Рейна, Тустла-Гутьеррес, Мексика | Гватемала | 2:0  | 3:0       | Товарищеский матч |